# Ivirua (circonscription)
Inscrits : 100 (2006)
Ivirua est l'une des trois circonscriptions électorales de l'île de Mangaia (îles Cook). Elle est constituée de deux districts (puna) :
- d'Ivirua (puna)
- de Karanga (puna)

Cette circonscription fut créée en 1981 par l'amendement constitutionnel n°9 . Jusqu'alors les trois sièges d'Oneroa, Ivirua et Tamarua étaient regroupés dans la circonscription de Mangaia

## Élections de 2004
Aucun candidat ne s'étant présenté face à lui, Jim Marurai fut élu d'office sous les couleurs du Democratic Party. Néanmoins peu de temps après les élections il rejoignit le Demo Tumu fondé par Robert Woonton. C'est sous cette dernière étiquette qu'il fut nommé Premier Ministre après avoir conclu une alliance avec le Cook Islands Party de Geoffrey Henry

## Élections de 2006
Très large victoire du Premier Ministre en poste Jim Marurai face à son adversaire du CIP, Maara Peraua réduit à faire de la figuration.
| Maara Peraua (CIP) | 16,3 % |
| Jim Marurai (DP)   | 83,7 % |